# 에비하라 유리
에비하라 유리(蛯原 友里, 1979년 10월 3일~)는 미야자키현 사도와라 정 출신 일본의 패션 모델이자 배우이다. 규슈 산업대학 디자인과를 졸업했다.
잡지 《캔캠》의 모델로 이름을 알렸으며 《특명계장 타다노 히토시》 (2007년) 이후 텔레비전 드라마에도 출연하고 있다. 2009년에는 립 슬라임의 일마리와 결혼했다.

## 출연

### 드라마
- 2003년 《특명계장 타다노 히토시》
- 2004년 《샐러리맨 긴타로4》
- 2005년 《슬로우 댄스》
- 2006년 《못난이의 눈동자를 사랑하고 있어》
- 2007년 《귀가일기》